# Congreso del Estado de Puebla
El Honorable Congreso del Estado de Puebla es una asamblea de diputados, encargada del Poder Legislativo del estado de Puebla, México, de acuerdo a los términos establecidos por el artículo 32 de la constitución del estado.
Ello deviene de lo dispuesto en los artículos 2° y 3° primer párrafo, que a la letra dictan que «el Estado adopta para su régimen interior la forma de gobierno republicano, representativo y popular, teniendo como base de su organización política y administrativa el Municipio libre» (art. 2), por lo que «el Pueblo ejerce su soberanía por medio de los Poderes del Estado, en la forma y términos que establecen la Constitución Política de los Estados Unidos Mexicanos y la particular del Estado».
De esa manera, al tener como base la división de poderes para el ejercicio de la soberanía popular, en la figura del Gobernador del Estado de Puebla se deposita el ejercicio del Poder Ejecutivo, en el Honorable Tribunal Superior de Justicia del Estado de Puebla se deposita el del Poder Judicial, y en el Congreso del Estado de Puebla se deposita el ejercicio del Poder Legislativo. A su vez, el Ayuntamiento es el órgano en que se deposita el ejercicio del gobierno de los municipios de la entidad.
Su sede es el edificio del Congreso del Estado de Puebla, ubicado en el número 128 de la calle 5 poniente, en la ciudad de Puebla.

## Representación
Actualmente, el Congreso del Estado de Puebla está integrado por 41 diputados, de los cuales (art. 33 de la Constitución Política del Estado Libre y Soberano de Puebla):
- Veintiséis son electos por el principio de mayoría relativa mediante el sistema de distritos electorales uninominales.
- Quince son electos por el principio de representación proporcional.

Antes de la reforma constitucional local de 1994, el Congreso estaba integrado por 29 diputados, de los cuales 22 eran electos por el principio mayoría relativa y siete por la vía plurinominal.

### Distritos electorales
Para la elección de diputados de mayoría relativa del Congreso del Estado de Puebla, la entidad se divide en 26 distritos electorales.
| Distrito | Cabecera               | Municipios | Mapa |
| -------- | ---------------------- | ---------- | ---- |
| 1        | Xicotepec              | 13         |      |
| 2        | Huauchinango           | 6          |      |
| 3        | Chignahuapan           | 19         |      |
| 4        | Zacapoaxtla            | 16         |      |
| 5        | Libres                 | 11         |      |
| 6        | Teziutlán              | 8          |      |
| 7        | San Martín Texmelucan  | 5          |      |
| 8        | Huejotzingo            | 8          |      |
| 9        | Puebla de Zaragoza     | 2          |      |
| 10       | Puebla de Zaragoza     | 1          |      |
| 11       | Puebla de Zaragoza     | 1          |      |
| 12       | Amozoc                 | 6          |      |
| 13       | Tepeaca                | 11         |      |
| 14       | Chalchicomula de Sesma | 14         |      |
| 15       | Tecamachalco           | 6          |      |
| 16       | Puebla de Zaragoza     | 1          |      |
| 17       | Puebla de Zaragoza     | 1          |      |
| 18       | San Pedro Cholula      | 2          |      |
| 19       | Puebla de Zaragoza     | 1          |      |
| 20       | Puebla de Zaragoza     | 1          |      |
| 21       | Atlixco                | 7          |      |
| 22       | Izúcar de Matamoros    | 15         |      |
| 23       | Acatlán de Osorio      | 43         |      |
| 24       | Tehuacán               | 11         |      |
| 25       | Tehuacán               | 4          |      |
| 26       | Ajalpan                | 12         |      |

## Historia del Congreso del Estado
Desde el año 1825 (en que se instala formalmente el Congreso) al 2024, ha habido 62 legislaturas y en junio de 2027 se va a elegir a la sexagésima tercera legislatura que entrará en funciones ese mismo año. El sitio web oficial del Honorable Congreso del Estado de Puebla habla sobre la forma en que se constituyó dicho poder:
- La Diputación provincial en Puebla se instaló solemnemente el 18 de agosto de 1821, conformada por seis Diputados Propietarios y tres Suplentes, teniendo como primera sede para sus deliberaciones una sala anexa a la de Cabildos en las Casas Consistoriales, lo que es actualmente el Palacio del Ayuntamiento de Puebla.
- Posterior a la abdicación de Agustín de Iturbide, el 8 de febrero de 1824, se jura el Acta Constitutiva de la Federación Mexicana determinando el Sistema Federal, la cual daba soberanía a los estados para tener una Constitución propia. El 19 de marzo de 1824 se instala solemnemente el Primer Congreso Constituyente, con trece Diputados Propietarios y cinco Suplentes, el cual después de cerca de un año y ocho meses de actividad constituyente, fijó como fecha el 7 de diciembre de 1825 la jura de la Constitución del entonces Gobernador del Estado, el general José María Calderón.
- La convocatoria para elegir a los Diputados para integrar el Primer Congreso Constitucional del Estado de Puebla fue el 11 de diciembre de 1825, quedando integrada por trece Diputados Propietarios y siete Suplentes.
- Originalmente, su sede actual fue construida en 1833 para funcionar como el teatro de la Sociedad Artística Filarmónica La Purísima Concepción. Su construcción la dirigió Rafael Guerrero. Del edificio destaca la decoración mudéjar o morisca en la parte externa del patio.
- Dicho edificio fue inaugurado como sede oficial del Poder Legislativo el 1 de febrero de 1905, con la apertura de Sesiones de la XVIII Legislatura.

A su vez, Fernando García Rosas (Magistrado del Tribunal Superior de Justicia de Puebla) señala las siguientes como fechas relevantes en la integración y funcionamiento del Honorable Congreso del Estado:
- Instalación del Congreso Constituyente (19 de marzo de 1824).
- Instalación del Primer Congreso Constitucional (1° de enero de 1826).
- Instalación del Segundo Congreso Constitucional (2 de mayo de 1830).
- Tercer Congreso Constitucional (instalado en el mes de enero de 1931).
- El Congreso recobra su soberanía (1846).
- El Congreso suspende sus sesiones ordinarias (24 de abril de 1847).
- El gobernador tiene facultades extraordinarias (28 de abril de 1847).

Lo anterior se desprende del hecho de que el Congreso perdió su soberanía y hubo interrupciones en su funcionamiento y actividades debido a los manejos del entonces presidente Antonio López de Santa Anna, quien gobernó de manera centralista y autoritaria, afectando la vida y la soberanía interna de las entidades federativas del país. Asimismo, el Congreso vio interrumpidas sus labores nuevamente cuando se produjo la intervención estadounidense en México.
La II Legislatura se instala en 1861, pero durante la segunda intervención francesa en México (1861-1867) nuevamente ve suspendidas sus funciones y perdida su soberanía, pero la III Legislatura se instala formalmente en 1875. Pasados estos episodios, el Congreso continuó con sus funciones, las cuales se procuró que no fueran interrumpidas ni siquiera por momentos históricos tan difíciles como la Revolución mexicana (1910-1917).

## Legislaturas
| Legislatura | Periodo   |
| ----------- | --------- |
| I           | 1825      |
| II          | 1861-1863 |
| III         | 1875-1876 |
| IV          | 1877-1878 |
| V           | 1879-1880 |
| VI          | 1881-1882 |
| VII         | 1883-1884 |
| VIII        | 1885-1886 |
| IX          | 1887-1888 |
| X           | 1889-1890 |
| XI          | 1891-1892 |
| XII         | 1893-1894 |
| XIII        | 1895-1896 |
| XIV         | 1897-1898 |
| XV          | 1899-1900 |
| XVI         | 1901-1902 |

| Legislatura | Periodo   |
| ----------- | --------- |
| XVII        | 1903-1904 |
| XVIII       | 1905-1906 |
| XIX         | 1907-1908 |
| XX          | 1909-1910 |
| XXI         | 1911-1912 |
| XXII        | 1913-1916 |
| XXIII       | 1917-1919 |
| XXIV        | 1919-1921 |
| XXV         | 1921-1923 |
| XXVI        | 1923-1924 |
| XXVII       | 1925-1926 |
| XXVIII      | 1929-1930 |
| XXIX        | 1931-1932 |
| XXX         | 1933-1934 |
| XXXI        | 1935-1936 |
| XXXII       | 1937-1938 |

| Legislatura | Periodo   |
| ----------- | --------- |
| XXXIII      | 1939-1940 |
| XXXIV       | 1941-1942 |
| XXXV        | 1943-1945 |
| XXXVI       | 1945-1948 |
| XXXVII      | 1948-1951 |
| XXXVIII     | 1951-1954 |
| XXXIX       | 1954-1957 |
| XL          | 1957-1960 |
| XLI         | 1960-1963 |
| XLII        | 1963-1966 |
| XLIII       | 1966-1969 |
| XLIV        | 1969-1972 |
| XLV         | 1972-1975 |
| XLVI        | 1975-1978 |
| XLVII       | 1978-1981 |
| XLVIII      | 1981-1984 |

| Legislatura | Periodo   |
| ----------- | --------- |
| XLIX        | 1984-1987 |
| L           | 1987-1990 |
| LI          | 1990-1993 |
| LII         | 1993-1996 |
| LIII        | 1996-1999 |
| LIV         | 1999-2002 |
| LV          | 2002-2005 |
| LVI         | 2005-2008 |
| LVII        | 2008-2011 |
| LVIII       | 2011-2014 |
| LIX         | 2014-2018 |
| LX          | 2018-2021 |
| LXI         | 2021-2024 |
| LXII        | 2024-2027 |